# Vakil-Basar

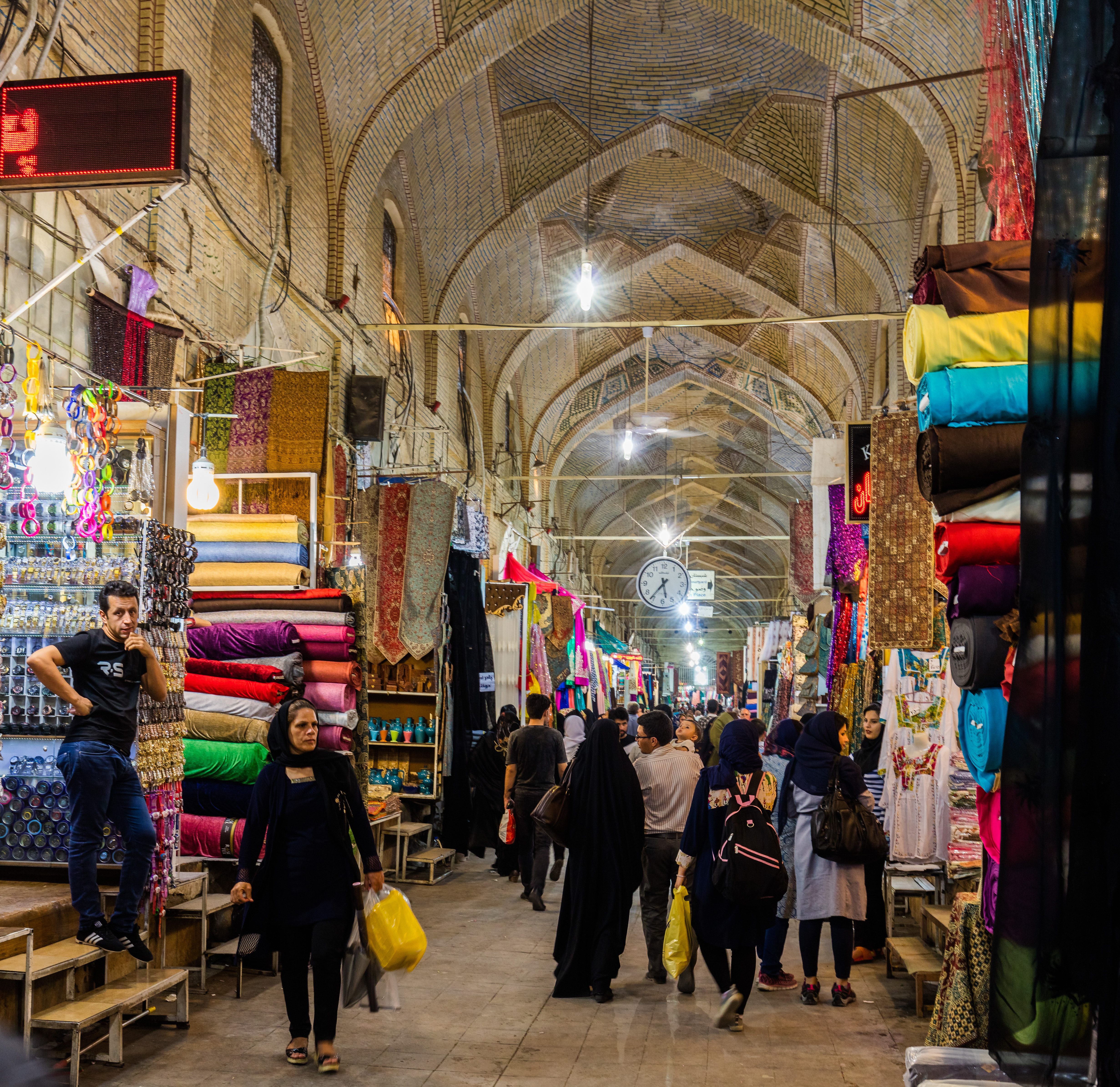
Vakil-Basar, 2016

Vakil-Basar (persisch بازار وکیل, DMG Bāzār-e Vakīl) ist der größte Basar der iranischen Stadt Schiras. Er ist im historischen Zentrum gelegen.

## Geschichte
Einigen Darstellungen zufolge begann der Bau des Basars unter den Bujiden im 10. Jahrhundert und wurde unter den Atabegs von Fars zu Ende geführt. Im 18. Jahrhundert benannte man ihn nach Karim Khan-e Zand. Gemäß anderen Darstellungen geht der Bau auf die Regierungszeit Karim Khan Zands zurück.

## Architektur
Der von zahlreichen Windkuppeln in den Ziegelgewölben bedeckte und von 74 wohlproportionierten Bögen gestützte Bau erstreckt sich über 800 m und gilt als Meisterwerk der persischen Architektur. man findet dort das größte Angebot der Stadt an Gewürzen, Teppichen, Kupferhandwerk und Antiquitäten.
Im Basar befinden sich Karawansereien, Badehäuser und Innenhöfe. Eine hochgewölbte Kreuzung trennt den Hauptbasar von dessen Ost- und Westflügel. Einige der Verkaufsnischen wurden bei der Ostverlängerung der Zand Avenue in Schiraz zerstört.
Wie bei Basaren des Nahen- und Mittleren Ostens üblich, befinden sich einige Moscheen und Imamzadehs in dessen unmittelbarer Nähe, so zum Beispiel die, eine Gesamtfläche von 10.000 m² bedeckende und als Prachtbau 1773 unter Karim Khan vollendete Vakil-Moschee.